# Furta
Furta község az Észak-Alföldi régióban, Hajdú-Bihar vármegyében, a Nagy-Sárrét, a Bihari-sík és a Kis-Sárrét kistájak földrajzi találkozáspontján, a Berettyóújfalui járásban. Az Ölyvös-patak mellett fekvő település mind a mai napig megőrizte a sárréti-bihari falvak jellegzetességeit és arculatát. Nevezetes népművészeti hagyományairól, melyek közül a furtai hímzés a legmeghatározóbb. A lakosság elsősorban mezőgazdasági termelésből él, de magán hordozza a térségre jellemző hátrányos helyzetét. 1990 óta önálló községként működik.

## Nevének eredete
„Többen vannak, kik a Furta nevet őseink által Ázsiából hozott ős személynévnek tartják, ez azonban kétes lévén, róla csak annyit mondhatunk, hogy e község helynév eredete bizonytalan.”

– Osváth Pál 

Egyes források szerint V. István Furd nevű tábornokáról nyerhette. Más névetimológiai magyarázatok szerint a Furta helységnevet a latin Furtunatus-ból származó régi magyar Fortunánd személynév magyar névadással történt becéző alakjából ered.

## Földrajza

### Fekvése
A település Hajdú-Bihar megye déli részén, Berettyóújfalu vonzáskörzetében, a Debrecent Szegeddel összekötő 47-es főút mellett, Debrecentől 50 km-re, Berettyóújfalutól 15 km-re délre, Békéscsabától 82 km-re északkeleti irányban terül el. A főút ma már elkerüli a belterületét, a korábbi, még a falun is áthaladó nyomvonal azóta a 4253-as út része. Komádival a 4219-es út köti össze.
Földrajzi szempontból a Bihari-sík északnyugati vidékén, a Berettyó bal oldalán fekszik. A furtai határ a Bihari-legelő Természetvédelmi Terület nyugati részén terül el. A belterületen áthaladó és nyugati szélét alkotó Györgyös-Szérűsszigeti-csatorna egyben közigazgatási határ is, mely a szomszédos Zsáka külterületétől választja el.
A szomszédos települések észak felől az óramutató járása szerint indulva: északkeletről Berettyóújfalu (Berettyószentmárton), keletről Mezősas, délkeleti irányból Magyarhomorog, nyugatról és északnyugatról pedig Zsáka. Déli irányban a legközelebbi település Komádi, északi irányban pedig Bakonszeg, de a közigazgatási területei e két település egyikével sem határosak.
Furta a Google Térképen.

### Éghajlata
Éghajlata mérsékelten meleg, száraz. A hőmérséklet vegetációs időszaki átlagai 10,2, illetve 17,2 °C. A legmelegebb nyári napokon mért csúcshőmérsékletek sokévi átlaga 34,1–34,3 °C, míg a leghidegebb téli minimumoké −17,0 és −17,5 °C közötti. Az évi csapadékmennyiség Furta településen kevéssel 550 mm alatt marad. A hőmérséklet nagyobb szélsőségei, a felhőzet és a csapadék alacsony értékei miatt gyakoriak az aszályok.

### Földtani és természeti adottságai
Régen a furtai határ jelentős részét mocsár borította. A vízzel borított legelőket kanyargós erek sokasága szabdalta, és viszonylag kevés volt az ármentes föld, a művelhető terület. A sárréti falvakat egykor végeláthatatlan nádasok és járhatatlan lápok zárták el a külvilágtól, mert mindegyik víz mellé települt. A Bihari-sík nyugati felén fekvő furtai táj jellemzően hordalékkúpok és folyóhátak közé zárt, közepes talajvízállású, gyenge lefolyású ártéri síkság, ahol a szikes talajok különböző típusai, az úgynevezett réti szolonyecek jöttek létre. Emiatt a tájrész hasznosításában is sok a gyenge legelőnek használt szikes puszta, de megtalálható itt a kultúrsztyepp is. A szikes talajok aránya Furtán meghaladja az 50%-ot. A furtai földek minősége gyenge, értékük átlagosan 17 aranykorona körül mozog. Természetes növénytakarója a füves puszta, szórványos facsoportokkal. A külterület közel felét szántó, felét gyep-legelő területek foglalják el. Az erdőterületek aránya meglehetősen kicsi.

### Természeti értékek
A külterületen lévő gyepterületek jelentős része, főként a külterület déli része a Bihari-sík Tájvédelmi Körzethez tartozik. Védett terület továbbá, a belterület északi széléhez csatlakozó gyepterület, a Kossuth utca és Akácfa utca kelet-nyugat irányú egyenes vonala közé beékelődő gyepterület, amely szintén a Bihari-sík Tájvédelmi Körzet része. A belterület közelsége, a táj szépsége lehetőséget adott idegenforgalmi hasznosításra is. Évenként tartanak itt lovasnapokat.

## Története

### A kezdetektől 1552-ig

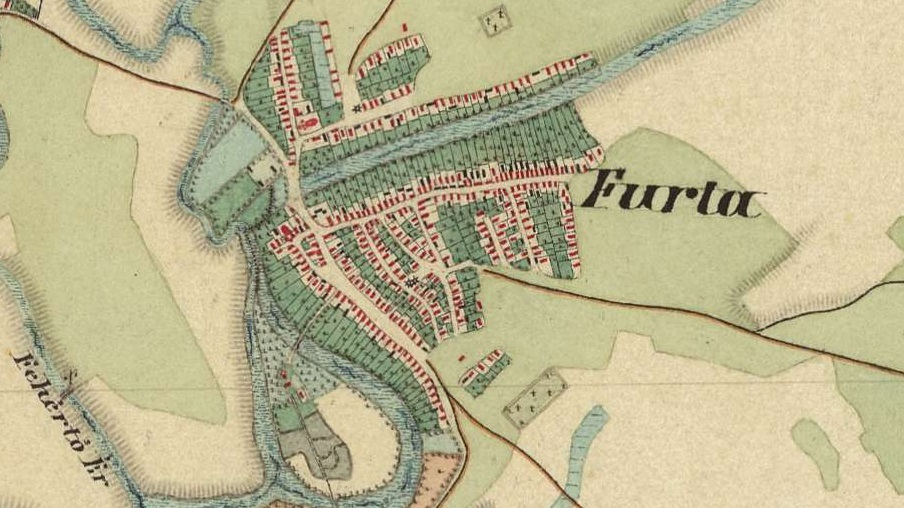
Magyarország második katonai felmérése (1819–1869) során készített térkép Furta környékéről

A község létezésére vonatkozó forrás egészen a 16. századig nem lelhető fel, így valószínűsíthető, hogy késői településű község. Azonban számos régészeti leletből arra lehet következtetni, hogy a terület már jóval a 16. század előtt is lakott volt. A falu határában előkerült kőszerszámok és sok egyéb feltárt leletanyag azt bizonyítja, hogy ezen a környéken már az újkőkorszak idején is éltek embercsoportok, de hogy pontosan mióta, azt ma sem lehet egyértelműen megállapítani. A furtai határ részeit képező Györgyös, Telek, Vereséri telep és Kordasziget esetében előkerült kerámiák 9. századi eredetre utalnak. 2010-ben Furta határában a gázvezeték nyomvonalának ásásakor egy avar telep szélét, valamint egy temető részletet is feltártak. De római kori, szarmata leletanyagot is felfedeztek itt. Tény, hogy az ideérkező honfoglaló magyarok nem lakatlan területeket foglaltak el. A keleti rész védelmére itt, a furtai határ keleti oldalán telepedtek meg a Nyék és Megyer törzsbeliek. A Furta-Telek lelőhely 10–14. századi leletei alapján teljes bizonyságot nyert, hogy a tatárjáráskor elpusztult Megyer az ősrégi magyar faluhoz kapcsolható, melynek emlékét a Furta melletti Pap-Megyer puszta őrzi. A régészeti terepjárások nyomán Furta határában négy 10–12. századi település helyét ismerték fel. Az egyik egy Petlend nevű egyházas község, melyet egy 1382. évi oklevél említ. Ezek az ősi helynevek a Váradi regestrumban is szerepelnek. A tatárjárás pusztítása hosszú időre megszakította a falu életét, mely feltehetően a 14. században népesült be újra. Furta középkori életére okleveles említések egyáltalán nem maradtak fenn, mert igen korán egyházi birtok lett, s a váradi egyházi levéltárak pusztulásával múltjának emlékei is elvesztek.

### 1552-től a 17. század végéig
Furta neve mai alakjában az 1552. évi adóösszeírásban fordult elő először. A település eredete mind a mai napig ehhez az évszámhoz kötődik, hiszen innen kezdődik a falu írásos története. A fejedelmek által elrendelt összeírás szerint a Harmadik járás falvai között a 33. sorban Megyer, a 35. sorban Furtha a nagyváradi prépostság tulajdonában volt, és Furta esetében 12 portát vettek számba. A számítások szerint Furta lakossága ekkor 120 fő lehetett. Miután a váradi kisprépostság elvesztette földesúri jogállását Furtán, a falunak számos birtokosa váltotta egymást. 1589 és 1599 között adománybirtokként került Ghiczy Péter kezére, a zsákai vár tartozékaként. 1604 és 1614 között Ghiczy Péter özvegye, Kendi Krisztina birtokolta a zsákai várat és a hozzátartozó falvakat, így Furtát is. Mivel Ghiczy Péternek nem születtek utódai, így Ferenc nevű bátyjának fia, Ghiczy György örökölte, aki 1616-ban Bethlen Gábornak adta át Zsáka várát és Furtát; a fejedelem pedig 1617-ben Rhédey Ferenc váradi főkapitánynak. A török hódoltság idején egyre többet szenvedett a falu a mind gyakrabban betörő portyázó csapatoktól, míg 1659 szeptemberében elpusztították Furtát. A megpróbáltatások ellenére lassan újra virágzó település azonban az 1678. évi pestisjárvány nyomán teljesen elpusztult, maradék lakosai pedig szétszéledtek.

### 1720-tól a jobbágyfelszabadításig

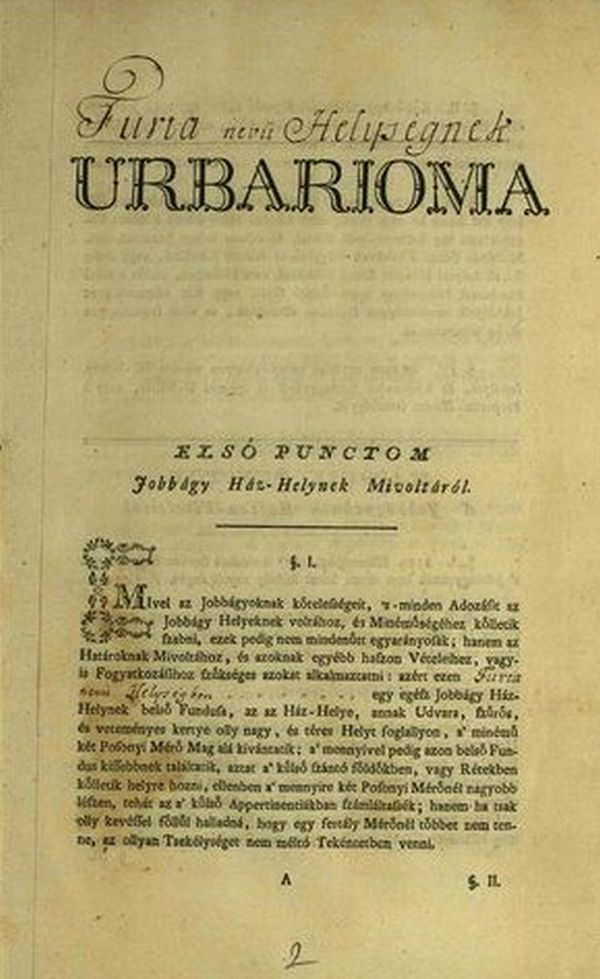
Furta Urbáriumának címlapja

Furta több mint negyven éven át lakatlan, puszta hely volt. A török kiűzése és az Erdélyi Fejedelemség megszűnése után a főpapi birtokok visszakerültek régi gazdáikhoz, így Furta a nagyváradi kispréposthoz.
Az 1720-as esztendő sorsfordító volt Furta életében. Ekkor a szomszédos Zsákáról 17 „szabadmenetelű” jobbágy bérbe vette a furtai pusztát a nagyváradi kispréposttól. A többnyire református vallású zsákai parasztok és családjaik pedig új otthont alapítottak. Ez az esemény a település újranépesedésének megindulását jelentette. A lélekszám fokozatos gyarapodását és a falu fejlődését átmenetileg az 1738 és 1740 között (országosan is) pusztító újabb pestisjárvány törte meg. Furtán 137 férfi és 155 nő életét oltotta ki, mely a lakosság jelentős hányada volt, és egy újranépesülőben levő településen hatalmas veszteségnek számított. A járvány elmúltával a falut birtokló nagyváradi káptalant képviselő Alapi János tevékenységei nyomán majorságot és az Erdőben egy katolikus kápolnát is építtetett. A lakosság létszámának növelése céljából pedig az 1760-as években különféle kedvezmények juttatásával római katolikus vallású, idegen nemzetiségű, többnyire német és szláv származású, „utóbb megmagyarosodott” lakosokat telepíttetett a falu új telepére, az úgynevezett Sorra, ahol eleinte csak egy sor (hat darab) ház állt. A katolikus lakosság betelepülése száz évnél is hosszabb időszakot ölelt fel. A két falurész, a katolikus Sor és a református Falu viszonyát sokáig egy meghatározhatatlan eredetű, történelmileg öröklődő viszálykodás jellemezte. Az úrbéri rendeletet követően Furtán 1772. június 16-i dátummal keltezve írta alá Sughó Zsigmond, Bihar vármegye szolgabírája (a prépost megbízottja) a falu adottságai alapján megírt Furta község Urbáriumát, mely a furtai jobbágyság helyzetét szabályozta újra. A furtaiak 87 éven át szolgáltak az Urbáriumban megszabott feltételek mellett. Az 1853-as jobbágyfelszabadítás és az 1859-ben történt önálló határ elkülönítés után az úrbéres földek állami kárpótlás mellett paraszti tulajdonba mentek át. Ezzel Furtán is megnyílt az út az önálló paraszti gazdálkodás erőteljesebb fejlődése előtt.
Leírás a településről a 18. század végén:
```
FURTA: Magyar falu Bihar Vármegyében, földes Ura a’ Nagy Váradi prépostság, lakosai katolikusok, és reformátusok, fekszik a’ Sárréti járásban, Pap Megyeri Pusztától nem meszsze, nevezetes fátzán kertye van, mellyet Fő Tisztelendő Alapi Úr készíttete. Határja gazdag, külömbféle vagyonnyai jelesek, első Osztálybéli.

(
Vályi András
: 
Magyar országnak leírása
, 
1796
–
1799
)
```

### A 20. század elejétől napjainkig

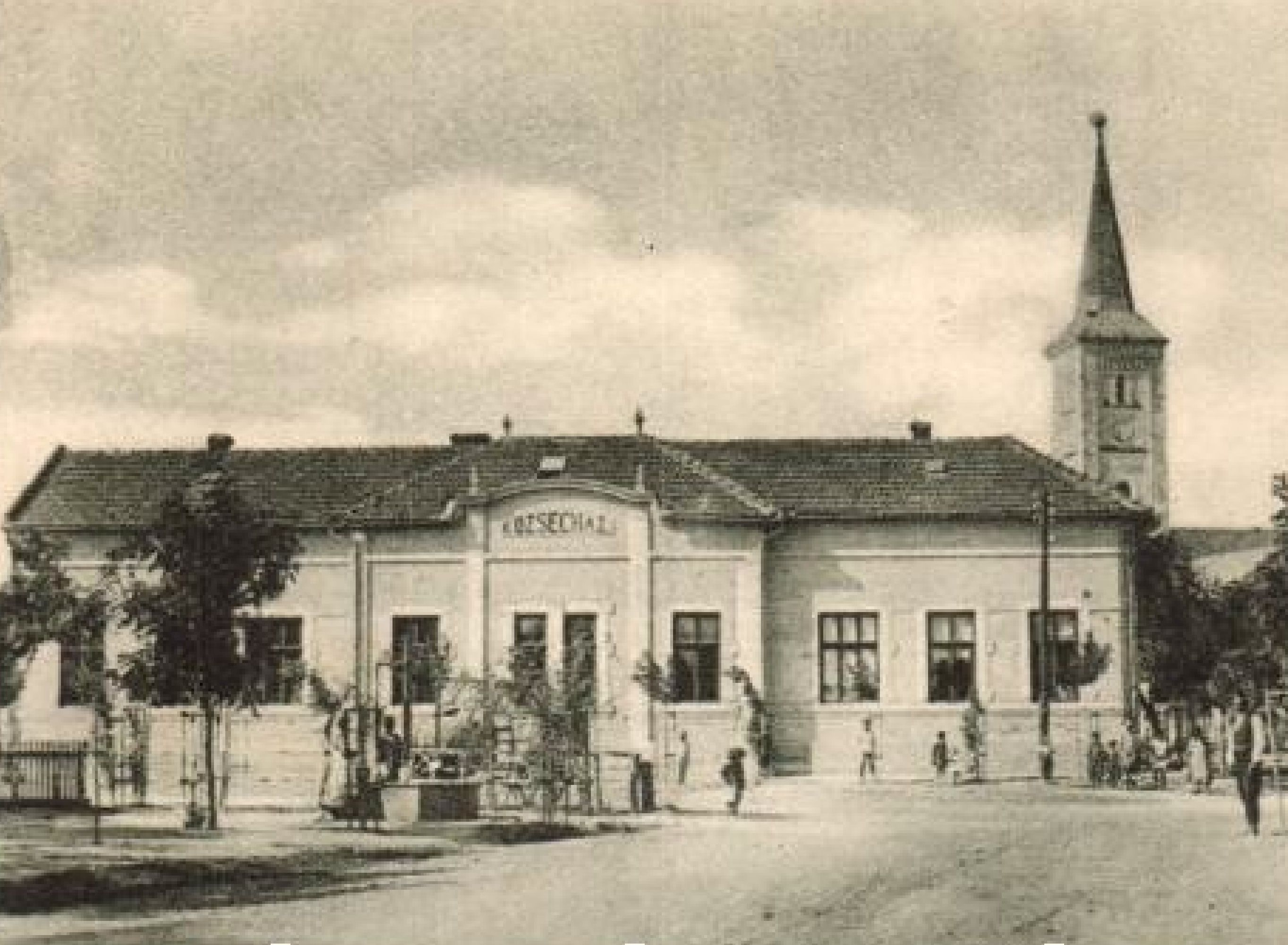
A furtai községháza a 20. század elején

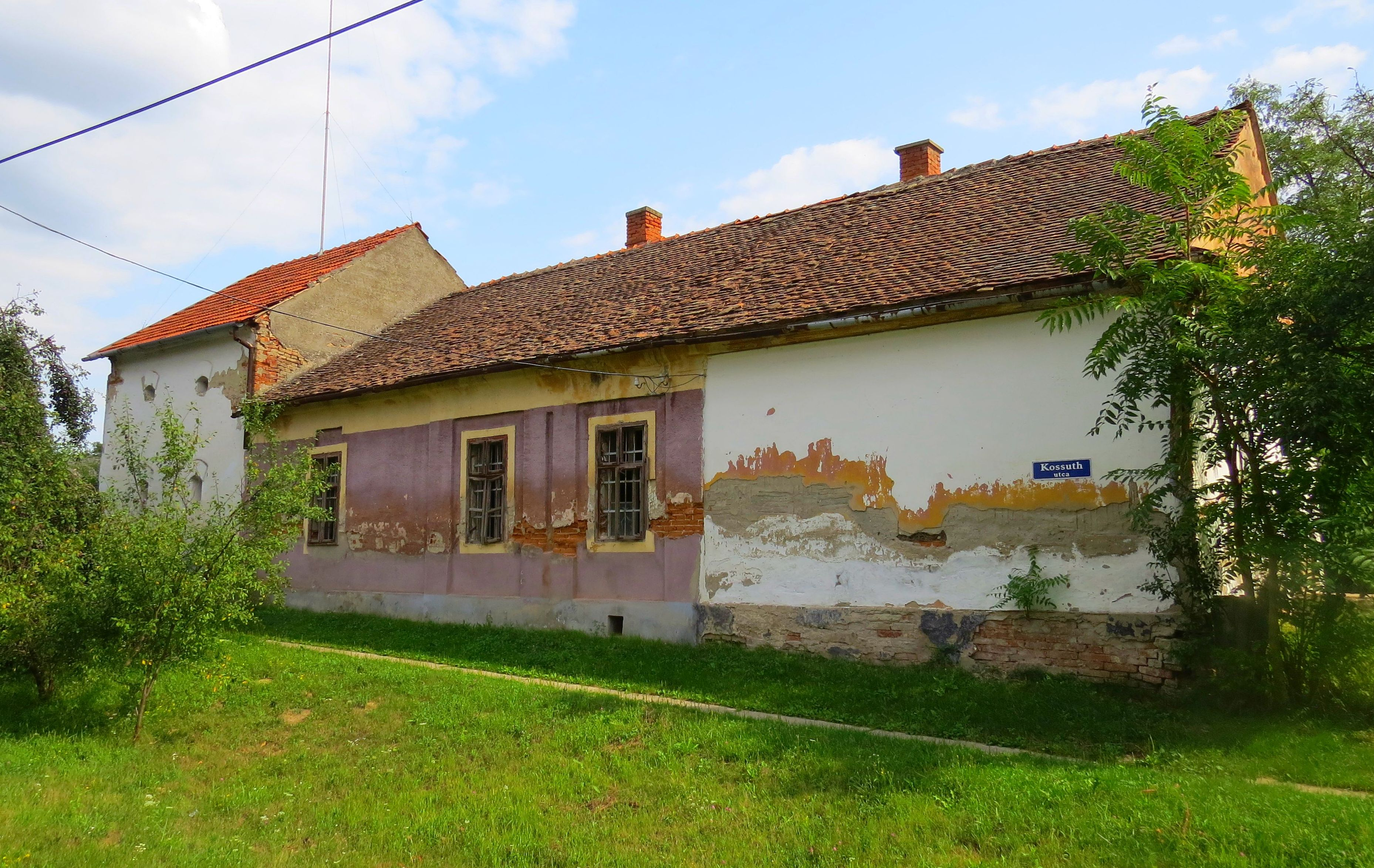
A felújításra váró Harsányi-kúria a Kossuth utcában (2017)

Még a századforduló előtt kialakultak a települést mindmáig jellemző morfológiai jegyek és sajátosságok. Önálló postahivatal, csendőrőrs települt, majd 1906-ban megépült a jelenleg is itt működő Községháza épülete.
Országh József főjegyző tevékenysége idején (1917–1944 között), kiépítették a járdahálózatot, artézi kutakat fúrtak, az utcák neveket kaptak, és sikerült elérni, hogy a Komádiba vezető köves út Furtáról induljon. A falusi élet megszokott rendjét és nyugalmát megzavarta az 1930-as évek végétől felerősödő háborús készülődés, majd a kitörő a háború – egyre több hadköteles férfit hívtak be katonai szolgálatra. A második világháború hadműveletei 1944. október 13-án érték el Furtát: ekkor űzték ki a németeket a Komádi felől érkező szovjet csapatok. A két világháború súlyos emberáldozatokkal járt a település számára. A második világháborúban 61 furtai lakos vesztette életét katonaként vagy a holokauszt vétlen áldozataként. 1945-ben a földreformrendelet megszületése után a községben nyomban megalakult a Földigénylő Bizottság, így a földosztás során 2982 katasztrális hold terület került új tulajdonosaikhoz. A Furtán meglehetősen erős Magyar Kommunista Párt gazdasági szövetkezetek létrehozására ösztönözte a parasztságot, így 1949-ben megalakult az első közös gazdaság, a Sallai TSZCS, 1952-ben pedig a Rákóczi TSZCS. A Rákosi-korszak totális diktatúrája Furtát sem kerülhette el, így aligha véletlen, hogy 1956 őszére mind a két termelőszövetkezet feloszlott. A következő év márciusában Petőfi néven alakult újra a szövetkezet, majd 1968-ban a falu másik oldalán, a Soron pedig a Kossuth MGTSZ létesült, amelyek 1965-ben Petőfi MGTSZ néven egyesültek. A felhalmozódott adósságok és más közgazdasági okok miatt 1984-ben a termelőszövetkezet a Földesi Rákóczi MGTSZ igazgatása alá került, majd 1986-ban végleg beleolvadt a nagyobb, földesi üzembe.
A rendszerváltás után sokak számára a fő megélhetési forrás az állattenyésztés volt, ezen belül is megkülönböztetett jelentőséggel bírt a juhtenyésztés, melynek igen régi hagyománya van Furtán. A község életében jelentős állomás volt az 1990-es év, ekkor kapta vissza ugyanis a társközségi összevonások révén elveszített önállóságát. Azóta ismét önálló községként működik.

## Demográfia

### A népesség változása
Furta népessége a 20. század közepén még 2000 fő körül volt. Az ezt követő 40 év alatt viszont szinte megfeleződött a falu lakossága. A település népességének csökkenését a tartós gazdasági recesszió idézte elő, amely a népesség fokozatos elvándorlásához vezetett. A jelentős mértékű népességszám-csökkenés elsősorban a fiatal, munkaképes korú lakosság tömeges méretű elvándorlása miatt következett be.
A következő diagram Furta népességének alakulását mutatja be, az első hivatalos magyarországi népszámlálás óta (1870-től) napjainkig:

### Népcsoportok
2001-ben a település lakosságának közel 100%-a magyar nemzetiségűnek vallotta magát.
A 2011-es népszámlálás során a lakosok 88,2%-a magyarnak, 1,8%-a cigánynak, 1%-a románnak mondta magát (11,8% nem nyilatkozott; a kettős identitások miatt a végösszeg nagyobb lehet 100%-nál). A vallási megoszlás a következő volt: római katolikus 17%, református 33%, görögkatolikus 0,6%, felekezeten kívüli 30,9% (17,1%: nem válaszolt).
2022-ben a lakosság 95,4%-a vallotta magát magyarnak, 2,2% románnak, 0,9% cigánynak, 0,4% németnek, 0,1-0,1% bolgárnak, ruszinnak, ukránnak és szlováknak, 1,4% egyéb, nem hazai nemzetiségűnek (4,6% nem nyilatkozott; a kettős identitások miatt a végösszeg nagyobb lehet 100%-nál). Vallásuk szerint 21,1% volt református, 13,3% római katolikus, 1,1% görög katolikus, 1,4% egyéb keresztény, 1,4% egyéb katolikus, 0,3% ortodox, 0,1% evangélikus, 25,9% felekezeten kívüli (35,3% nem válaszolt).

## Közigazgatás

### A község jelképei
- Címere

|  | „Furta címere egykori jobbágy mivoltával függ össze. A község 1770-ben kelt urbáriumában megtalálható pecsétnyomójának felirata: FURTA FALU 1720. A köriraton belül látható címerképen egy álló férfialak (heraldikailag) a bal kezében három szál búzakalászt tart, a jobb kezében pedig egy hegyével kifelé néző aratósarlót. Ez az ábrázolás egyértelmű utalás a falu mezőgazdasági jellegére. Ez a pecsétnyomó egészen a 19. század végéig használatban volt. A furtai önkormányzat képviselőtestülete mint hivatkozott címert elfogadta és 1992. február 22-től újfent használja. A mai címer tehát búzakék alapszínű, csücskös címerpajzs aranyszegéllyel. A középen álló férfialak (heraldikailag) a bal kezében három aranyszínű búzakalászt tart, jobb kezében pedig hegyével kifelé néző ezüstszínű aratósarlót.” |

- Zászlaja. A település zászlajának alapszíne búzakék (pontosabban: búzavirágkék), arany rojtozással, közepén a címerrel. A címer alatt arany nagybetűs hímzéssel a „FURTA” felirat olvasható.

### Közigazgatási jogállásai
A település közigazgatási jogállása társadalmi és gazdasági fejlődése során a következők szerint változott:
| Furta főbb közigazgatás-történeti adatai 1773 óta: | Furta főbb közigazgatás-történeti adatai 1773 óta:                        |
| -------------------------------------------------- | ------------------------------------------------------------------------- |
| Rangja                                             |                                                                           |
| 1773–1876                                          | pagus, azaz falu                                                          |
| 1877–1881                                          | község                                                                    |
| 1882–1949                                          | nagyközség (1895-től anyakönyvi székhely)                                 |
| 1950–1972                                          | önálló tanácsú község                                                     |
| 1973–1989                                          | társközség (Zsáka székhellyel, nagyközségi közös tanácsi irányítás alatt) |
| 1990 óta                                           | önálló község                                                             |

### Közigazgatási ellátás
A közigazgatási reform következményeként a Magyarország helyi önkormányzatairól szóló 2011. évi CLXXXIX. törvénye alapján 2013. február 1-jével közös önkormányzati hivatalt hozott létre Furta, Bakonszeg és Vekerd önkormányzata Furtai Közös Önkormányzati Hivatal néven. Ennek a székhelye Furta, kirendeltsége Bakonszeg, és telephelye Vekerd.

### Politika

#### Polgármesterek (1990 óta)
| Időszak   | Polgármester   | Párt       |
| --------- | -------------- | ---------- |
| 1990–1994 | Keszeli István | független  |
| 1994–1998 | Keszeli István | független  |
| 1998–2002 | Keszeli István | független  |
| 2002–2006 | Krucsó Antal   | MSZP       |
| 2006–2010 | Krucsó Antal   | MSZP-SZDSZ |
| 2010–2014 | Krucsó Antal   | független  |
| 2014–2019 | Krucsó Antal   | független  |
| 2019–2024 | Krucsó Antal   | független  |
| 2024–     | Gácsi József   | független  |

### Településrészei
A község történelmileg kialakult településrészei, amelyek nevét a hagyomány mindenfajta változás ellenére máig megőrizte: Falu, Gencs, Kocszeg, Heréskert, Erdő, Major, Telek, Sor.

## Gazdaság
A bihari térségre jellemzően halmozottan hátrányos helyzetű település. Természetföldrajzi adottságainak megfelelően a mezőgazdaság játszik szinte kizárólagos szerepet, ez biztosítja a lakosság megélhetési forrását.
A termőterületek minősége általában igen gyenge, a búza viszont kedvező termésátlagokat produkál. Jó minőségű az itt termelt lucerna és a cukorrépa. Mezőgazdaságilag hasznosítható területének nagyobb része legelő. Az állattartók leginkább libaneveléssel, sertéstenyésztéssel és juhtartással foglalkoznak. A legnagyobb foglalkoztató a helyi önkormányzat, 108 fővel (2015), valamint a Földesi Rákóczi Mezőgazdasági Kft.  üzemegysége. A vállalkozások általában néhány főt foglalkoztatnak, sokan ma is ingázóként dolgoznak.

## Infrastruktúra
A településen teljesen ki van építve a vezetékes ivóvíz-, az elektromos és a vezetékes gázhálózat; a szilárd és folyékony hulladék elhelyezése is megoldott. A szennyvízcsatorna-hálózatot a Hajdú-Bihari Önkormányzatok Vízmű Zrt. üzemelteti, amely az ivóvizet is biztosítja. A szilárd hulladékot a berettyóújfalui regionális hulladéklerakó fogadja be, központi elszállításáról és ártalmatlanításáról pedig a Bihari Szilárd Hulladékkezelő Kft. gondoskodik. A település úthálózata 95%-os kiépítettségű, a csapadékvíz-elvezető rendszere folyamatos felújítás révén 75%-ban megújult. A kereskedelmi hálózat az alapvető ellátást biztosítja. A településen postahivatal, takarékszövetkezet, művelődési ház és idősek klubja is működik.

### Közlekedés
Furta településszerkezetének hangsúlyos eleme a település központján egykor még keresztülvezető, Debrecent Szeghalmon keresztül Békéscsabával összekötő 47-es számú országos főút. A települést elkerülő új nyomvonalszakasz számára Zsáka és Furta között találtak helyet a tervezők. A település központját, illetve belterületének nagyobbik részét tehermentesítő elkerülő nyomvonalát 1995-ben adták át a forgalomnak. A belterületen visszamaradt egykori nyomvonal országos mellékúti besorolást kapott, 4253-as útszámozással. A település központjában ágazik ki utóbbiból déli irányban a 4219-es út, mely Komádi felé ad kapcsolódási lehetőséget, onnan tovább Sarkadon át egészen Gyuláig vezet.

#### Megközelítése
Közúton: közúti kapcsolatai elsősorban a Debrecen–Szeged közötti 47-es főúttal, Zsáka és Berettyóújfalu irányában a 4253-as úttal (régi 47-es út), és Komádi felé a 4219-es úttal vannak biztosítva.
Budapestről leggyorsabban az M3-as autópályán Debrecen felé haladva érjük el, Görbeházánál jobbra az M35-ös autópályán folytatva, majd Debrecen elkerülésével a 481-es főútról a körforgalom első kijáratánál jobbra fordulva a 47-es számú főútra, végül Berettyóújfalu után balra a Furtára bevezető útra térve. A településen üzemanyagtöltő állomás nincs, és a gépjárművek szervizelésére sincs lehetőség.
Menetrendszerű autóbuszjárattal több irányból is megközelíthető. A települést Debrecen–Szeged viszonylatban napi 10 járatpár, míg a Berettyóújfalu–Szeghalom viszonylatban napi 12 járatpár érinti. Az autóbuszok a 4253-as úton közlekednek, és két megállóhelyük van. A helyközi közlekedés üzemeltetője a Volánbusz.
Vasúton: Furta nem rendelkezik közvetlen vasúti kapcsolattal a környező településekkel. A településhez legközelebbi vasútállomás Berettyóújfaluban a Püspökladány–Biharkeresztes-vasútvonal Berettyóújfalu vasútállomása.

## Közszolgáltatás

### Oktatás
Furta Község Önkormányzata 1991-ben hozta létre az Általános Művelődési Központot (ÁMK), amelynek felügyeleti szerve a Polgármesteri Hivatal lett. Tagintézményei a 8 tantermes általános iskola, 130 tanulóval (2015), és az 50 férőhelyes óvoda. Az iskolában 2007 óta román nyelvet és román népismeretet is tanítanak.
2013. január 1-jén jött létre a Furta–Darvas–Bakonszeg Mikrotérségi Köznevelési Intézményi Társulás, melynek feladatellátó intézménye a Furtai ÁMK, fenntartója pedig a berettyóújfalui Tankerületi Központ.
A községi iskolát ekkortól nevezik Furtai Bessenyei György Általános Iskolának. Intézményvezető: Pongráczné Máté Erzsébet.

### Közművelődés
A kulturális közművelődési élet színtere a Juhász Erzsébet Művelődési Ház, amely otthont biztosít a különböző szakköri tevékenységeknek, a furtai hímző szakkörnek, és az ugyancsak híres citeraegyüttes próbáinak és fellépéseinek, a területi népdalversenyeknek, a helyi néptánccsoport, valamint amatőr és hivatalos művészegyüttesek és művészek fellépéseinek.
A közművelődést szolgálja még a 8000 darabos könyvállományú könyvtár. A mozi 1994 nyarán megszűnt.

### Egészségügyi ellátás
Önkormányzati feladat ellátási szerződés keretében valósult meg a háziorvosi szolgálat, az egészségügyi ügyeleti ellátás és a védőnői szolgálat is. A fogorvosi alapellátás csak a településsel szomszédos községben érhető el.

### Szociális ellátás
A szociális alapszolgáltatásokat a település a Dél-Bihar Négycentrum Terület- és Vidékfejlesztési Társulás (székhelye: Komádi) keretében látja el. A társulás szociális alapszolgáltatásai: étkeztetés, családsegítés, jelzőrendszeres házi segítségnyújtás, nappali ellátás.

## Kultúra

### Hímzés
Az itt élő emberek hagyományszeretetének köszönhető, hogy a 19. század végére a fonás-szövés köréből kifejlődött, majd általánossá vált a furtai hímzés. Kezdetben szinte kizárólag vásznat, vagy lenféle anyagot használnak,fehér pamuthímzéssel. Az első világháborút követően jelenik meg a fehér alapon piros, majd a kék alapon fehér pamuthímzés. A híres furtai hímzés, mint kulturális örökség bekerült Hajdú-Bihar megye értéktárába.

### Citerazenekar
A helyi kulturális élet értékes színfoltja az 1974-ben megalakított citerazenekar. Több mint 1000 fellépéssel országosan ismertté váltak és számos külföldi országban is bemutatkoztak. Részt vettek a televízió Röpülj páva! című vetélkedőjén, volt rádió és tévé felvételük is. Munkájukat kétszer országos arany minősítéssel, kétszer Nívó-díjjal ismerték el. Az alapító tagok célja kettős volt. Az együttzenélés öröme és a népzenei hagyományok felújítása mellett lehetőséget kívántak biztosítani a századfordulóban viselt furtai férfi népviselet népszerűsítéséhez. A furtai hímzés legnagyobb népszerűsítője a mai napig a Furtai Citeregyüttes.

## Közösségi viszonyok és helyi közélet
A község gazdag kulturális értékekben és fontos feladatának tartja a kultúra és a kulturális értékek ápolását, fejlesztését.
A településen jelenleg két hivatalosan bejegyzett civil szervezet működik:
- Furta Község Művelődéséért Alapítvány, mely csaknem 20 éve tevékenykedik a településen. Az alapítvány elsődleges célja a község kulturális életének fellendítése és a hagyományőrzés.
- Juhász Erzsébet Néphagyományőrző Egyesület, 2011-ben alakult, amely a furtai népművészet hagyományainak felelevenítését, ápolását, átadását a felnövekvő generációnak és a hagyományok minél szélesebb körben való terjesztését tűzte ki célul. Az egyesület elnöke: Csordás Jánosné. [8]

### Helyi önszerveződő közösségek
- Csillogó Gyöngyszemek Egyesület
- Együtt Furtáért Egyesület
- Furtai Polgárőr Egyesület

### Kulturális rendezvényei
- Szüreti felvonulás 1992-ben a hagyományos szüreti mulatságnak teremtettek ismét hagyományt. Azóta az ősz kezdetével minden évben megrendezik a felvonulást a karikáscserregtető versennyel.[24]
- Furtai Lovasnapok, egy szabadidős fogathajtó verseny. A családias hangulatú, közösségépítő eseményen fellépnek a térség hagyományőrzői is.[51]
- Bihari Juhásztalálkozó, az első rendezvény 2018. október 6-án került megrendezésre.[52]

## Nevezetességek, látnivalók

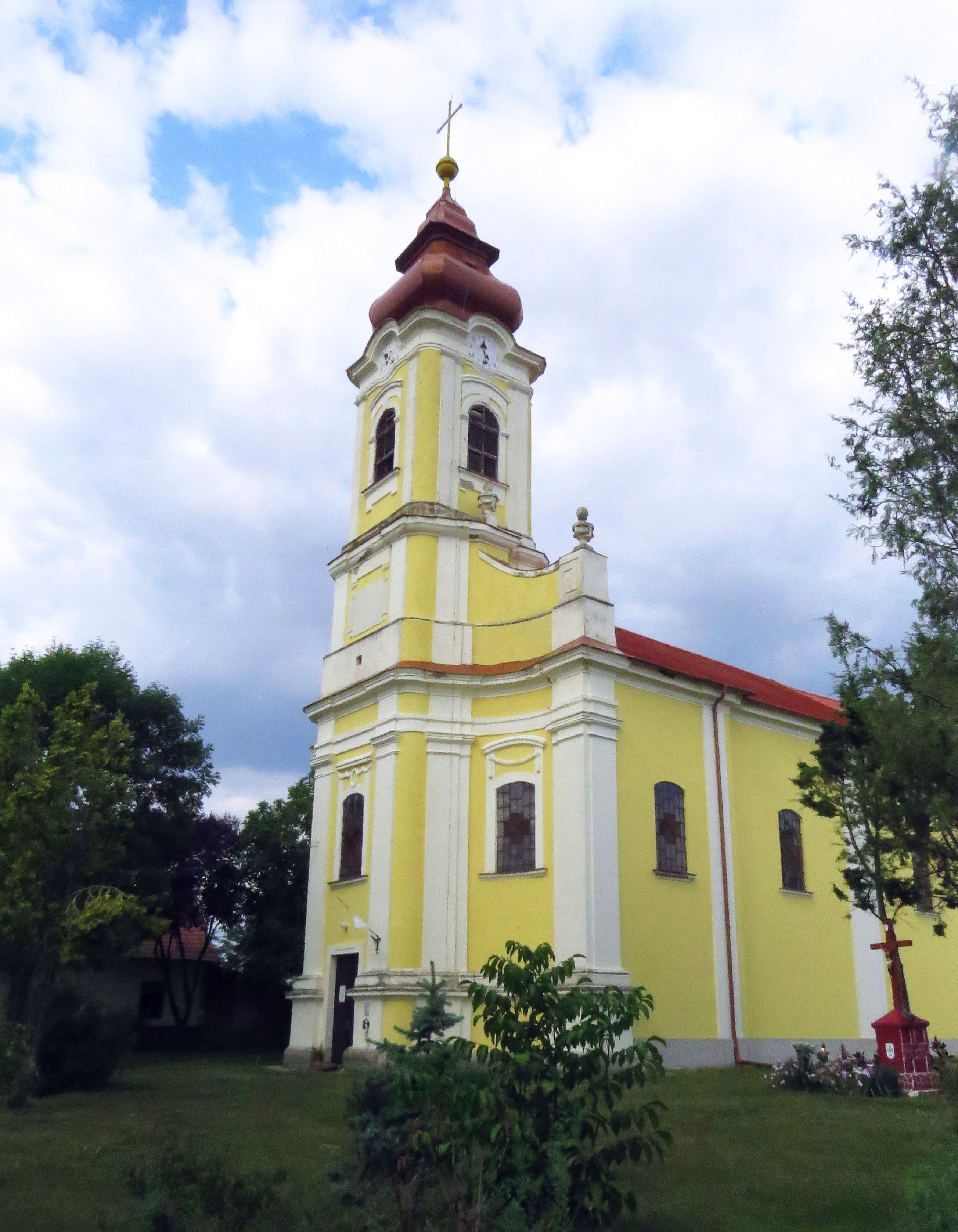
A Furtai római katolikus templom (2017)

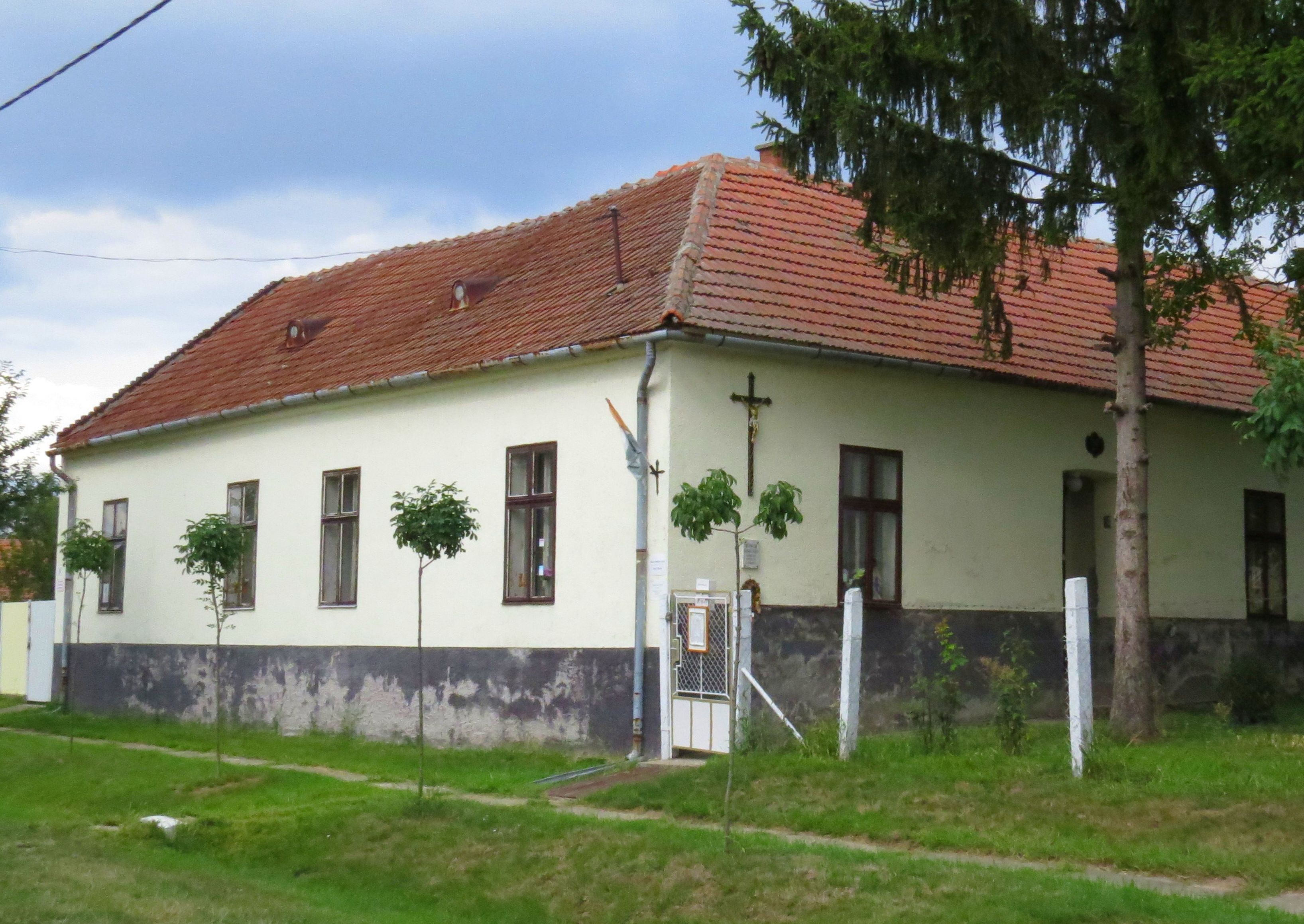
A katolikus plébánia (2017)

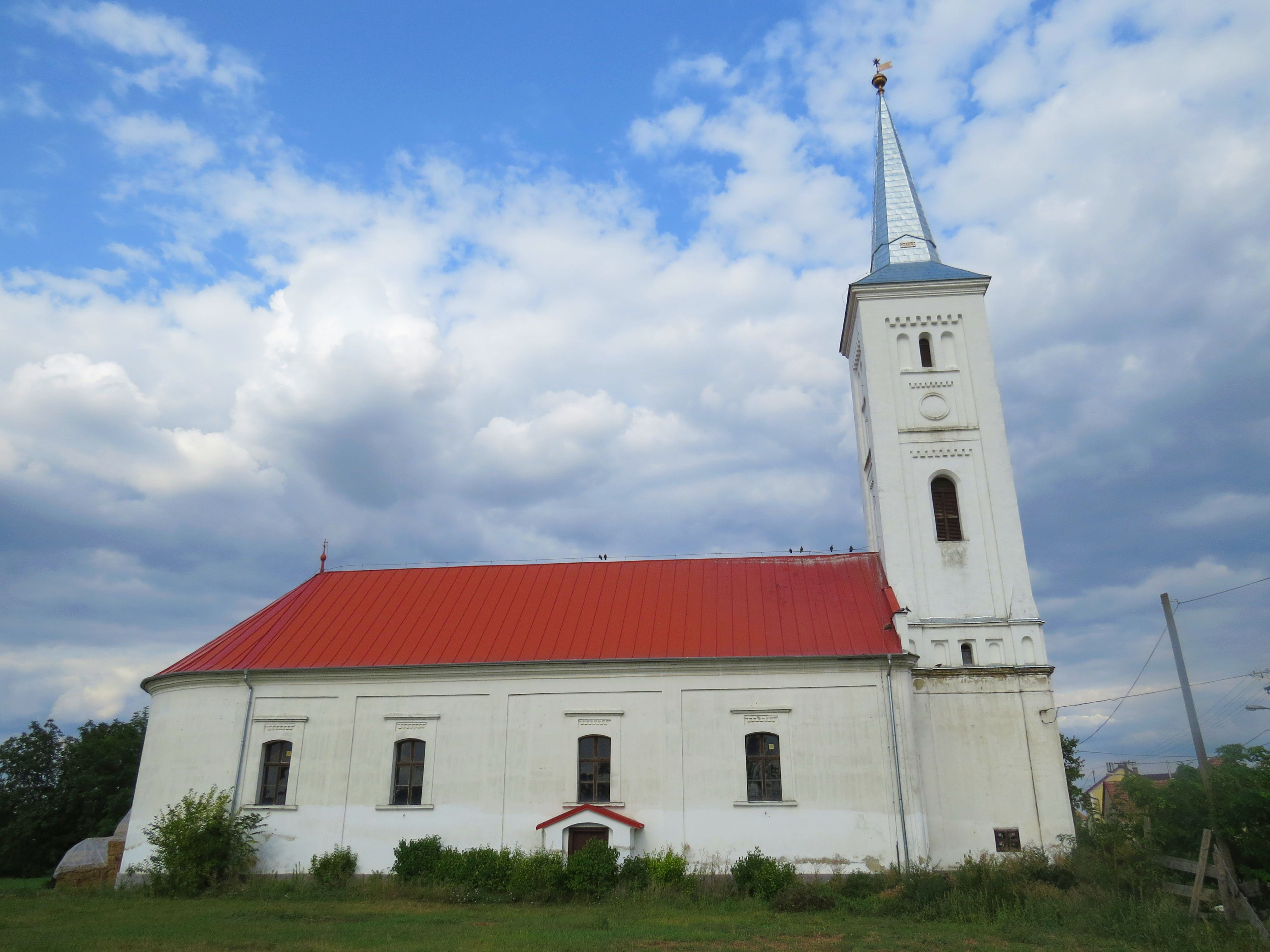
A Furtai református templom délnyugati oldala (2017).

### Műemlékek
- Szent László római katolikus templom – 1782 és 1786 között Fáy Ferenc és Kende László kisprépostok építették.A provinciális barokk stílusban épült templom, 1958 óta műemlék.[53]
- Katolikus plébánia – Kende László kisprépost építtette 1776 körül. 2016 óta műemléki védettség alatt áll.[54]
- Furtai református templom – ősrégi építésű neoromán stilusú épület, melyet 1720-ban újítottak meg, 1771-ben pedig átalakították és megnagyobbították.Tornya 1872-ben épült. 2017 óta műemléki érték.[Mj. 4]
- Harsányi kúria – 2018 óta műemléki érték.

### Köztéri alkotások
- A pesti srác – egész alakos életnagyságú bronzszobor (Juha Richárd alkotása – 2017)

### Egyéb látnivalók
- Furtai Községháza – 1906-ban épült, melyben jelenleg a Polgármesteri hivatal működik a Petőfi utca 1. szám alatt. A díszteremben állandó kiállításon tekinthetjük meg a híressé vált furtai hímzés legszebb darabjait.
- Gyűjtemények háza – az 1989-benn létrehozott kiállítást, a községházától jobbra, az általános iskola régi épületében helyezték el. A mai is gyarapodó helytörténeti gyűjtemény létrehozásában egy sikeres pályázat mellett nagy szerepet játszott a falu lakosainak adományozása is. Itt betekintést kaphatunk a régi paraszti életbe, így a szövés, fonás, kenyérsütés eszközeit, a paraszti élet szerszámait, eszközeit, konyhájának cserépedényeit tekinthetjük meg.
- Furtai hősök kopjafája – Balázs József alkotása (2018) – megtekinthető a katolikus templom kertjében.[55][56]
- A faluban sétálva megtekinthetők a régi népi építészet emlékei, a Petőfi utcában néhány módosabb paraszti „kűlábas”-porta, a Szabadság utcán magtárral egybeépített zárt kapubejárós házak.
- A furtai határ egy része természetvédelmi terület. Kora reggeli séta alkalmával sok védett állat figyelhető meg.

## A község díjazottjai

### Itt születtek
- 1945-ben Lakos László, a Horn-kormány földművelésügyi minisztere

### Furta községért kitüntető cím
- Szabó József (1934-2002) – tanár, közoktatási és citeravezetői munkájáért (1999)
- Varga Dánielné Juhász Erzsébet (1923-2001) – a Népművészet Mestere, a furtai hímzésért végzett munkájáért (2000)

## A településről eddig megjelent művek
- Furta krónikáskönyve (Furta, 1998)
- Furtai ökumenikus süteményeskönyv (Magyarországi Református Egyház Kálvin János Kiadója, Budapest, 2001)

## Furta értékei
Szent László Római katolikus templom  • A plébánia épülete  •  Református templom  •  Polgármesteri Hivatal épülete  •  Gyűjtemények Háza  •  A Furtai hímzés  •  Varga Dánielné Erzsi néni munkássága  • Furtai Citeraegyüttes  •  Furta Krónikás Könyve  •  Aranyi Imre citerakészítő munkássága  •  Juhászat  •  Furtai méz  •  Szőkéné Rüff Mária gyékényfonó munkássága  •  Brill víz  •  Káposztás murgyé  •  Furtai babgulyás  •  Furtai ökumenikus süteményeskönyv  •  Legelők Furta külterületén  •  Furtai Lovasnapok.

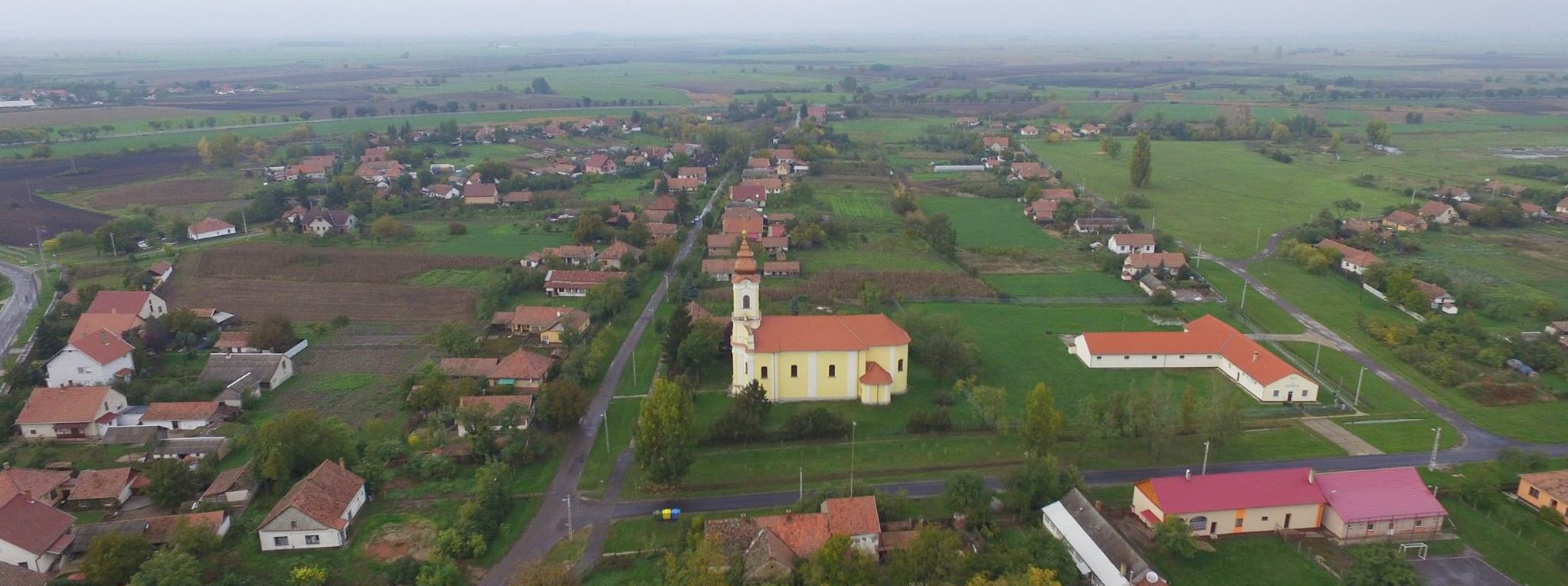
Furta északi része madártávlatból (drónfelvétel)